# Sceloporus taeniocnemis
Espèce
Statut de conservation UICN

 LC  : Préoccupation mineure
Sceloporus taeniocnemis est une espèce de sauriens de la famille des Phrynosomatidae.

## Répartition
Cette espèce se rencontre :
- au Guatemala ;
- au Mexique dans le Chiapas.

## Liste des sous-espèces
Selon The Reptile Database (25 février 2013) :
- Sceloporus taeniocnemis hartwegi Stuart, 1971
- Sceloporus taeniocnemis taeniocnemis Cope, 1885

## Publications originales
- Cope, 1885 : A contribution to the herpetology of Mexico. Proceedings of the American Philosophical Society, vol. 22, p. 379-404 (texte intégral).
- Stuart, 1971 : Comments on the malachite Sceloporus (Reptilia: Sauria: Iguanidae) of Southern México and Guatemala. Herpetologica, vol. 27, no 3, p. 235-239.